# Isela okuncana
Isela okuncana là một loài nhện trong họ Mysmenidae.
Loài này thuộc chi Isela. Isela okuncana được C. E. Griswold miêu tả năm 1985.